# Чемпионат России по биатлону 2024/2025
Чемпионат России по биатлону сезона 2024/2025 прошёл в несколько этапов с декабря 2024 по март 2025 года. Были разыграны медали в семи индивидуальных и трёх командных дисциплинах.

## Этапы
- Ижевск

1. Индивидуальная гонка (мужчины, женщины)

- Дёмино

1. Индивидуальная гонка (мужчины, женщины)

- Тюмень

1. Суперспринт (мужчины, женщины)
2. Одиночная смешанная эстафета
3. Смешанная эстафета

- Уват

1. Большой масс-старт (мужчины, женщины)

- Ханты-Мансийск Чемпионат России

1. Спринт (мужчины, женщины)
2. Гонка преследования (мужчины, женщины)
3. Эстафета (мужчины, женщины)
4. Масс-старт (мужчины, женщины)

## Результаты
| Гонка                                                                                                | Мужчины | Женщины |
| Индивидуальная гонка Ижевск 1. 12 декабря 2024 Мужчины: 20 км 2. 12 декабря 2024 Женщины: 15 км      | 1. Александр Логинов 56:09.8 (3) 2. Кирилл Стрельцов +39.0 (2) 3. Рустам Каюмов +46.4 (2) 4. Иван Колотов 5. / Максим Цветков 6. Василий Томшин Протоколы | 1. Полина Шевнина 46:46.4 (1) 2. Наталия Шевченко +6.4 (0) 3. Виктория Сливко +32.4 (2) 4. Анастасия Зырянова 5. / Анастасия Гришина 6. Светлана Миронова Протоколы |
| Индивидуальная гонка Дёмино 1. 25 января 2025 Мужчины: 20 км 2. 25 января 2025 Женщины: 15 км        | 1. Карим Халили 52:22.2 (1) 2. Эдуард Латыпов +26.3 (3) 3. Никита Поршнев +30.0 (2) 4. Рустам Каюмов 5. Александр Корнев 6. Александр Поварницын Протоколы | 1. Виктория Сливко 45:01.3 (2) 2. Анастасия Шевченко +22.3 (1) 3. Виктория Метеля +23.3 (1) 4. Тамара Дербушева 5. Ирина Казакевич 6. Кристина Резцова Протоколы |
| Суперспринт Тюмень 1. 13 марта 2025 Мужчины: 5 км 2. 13 марта 2025 Женщины: 5 км                     | 1. Кирилл Бажин 18:41.3 (0) 2. Антон Бабиков +8.8 (3) 3. Рустам Каюмов +12.8 (2) 4. Денис Иродов 5. Карим Халили 6. Никита Поршнев Протоколы | 1. Тамара Дербушева 20:53.1 (1) 2. Елизавета Каплина +5.5 (2) 3. Юлия Шеллер +8.5 (1) 4. / Полина Плюснина 5. Анастасия Зырянова 6. Анастасия Халили Протоколы |
| Одиночная смешанная эстафета Тюмень 1. 15 марта 2025 Женщины: 1x6 км Мужчины: 1x7.5 км               | 1. Свердловская область-1 37:02.9 (0+1) (Тамара Дербушева, Кирилл Бажин) 2. Московская область-2 +28.8 (0+9) (Кристина Резцова, Кирилл Стрельцов) 3. / Приволжский ФО +1:08.8 (0+12) (Любовь Калинина, Александр Корнев) Протоколы | 1. Свердловская область-1 37:02.9 (0+1) (Тамара Дербушева, Кирилл Бажин) 2. Московская область-2 +28.8 (0+9) (Кристина Резцова, Кирилл Стрельцов) 3. / Приволжский ФО +1:08.8 (0+12) (Любовь Калинина, Александр Корнев) Протоколы |
| Смешанная эстафета Тюмень 1. 16 марта 2025 Женщины: 2x6 км Мужчины: 2x7.5 км                         | 1. Московская область 1:06:15.5 (0+11) (Кристина Резцова, Анастасия Халили, Денис Иродов, Кирилл Стрельцов) 2. Свердловская область +19.0 (1+5) (Тамара Дербушева, Светлана Миронова, Кирилл Бажин, Василий Томшин) 3. ЯНАО +34.2 (0+3) (Антонина Кирсанова, Полина Плюснина, Александр Бектуганов, Рустам Каюмов) Протоколы                  | 1. Московская область 1:06:15.5 (0+11) (Кристина Резцова, Анастасия Халили, Денис Иродов, Кирилл Стрельцов) 2. Свердловская область +19.0 (1+5) (Тамара Дербушева, Светлана Миронова, Кирилл Бажин, Василий Томшин) 3. ЯНАО +34.2 (0+3) (Антонина Кирсанова, Полина Плюснина, Александр Бектуганов, Рустам Каюмов) Протоколы                    |
| Большой масс-старт Уват 1. 19 марта 2025 Мужчины: 15 км 2. 20 марта 2025 Женщины: 12 км              | 1. / Евгений Сидоров 40:39.9 (1) 2. Вячеслав Малеев +1.5 (1) 3. Рустам Каюмов +1.6 (1) 4. Антон Бабиков 5. Иван Колотов 6. Александр Логинов Протоколы | 1. Тамара Дербушева 33:24.3 (2) 2. Светлана Миронова +6.7 (2) 3. Любовь Калинина +17.5 (0) 4. Елизавета Каплина 5. Виктория Сливко 6. Алина Плицева Протоколы |
| Спринт Ханты-Мансийск 1. 26 марта 2025 Мужчины: 10 км 2. 26 марта 2025 Женщины: 7,5 км               | 1. Карим Халили 24:17.9 (0) 2. Александр Корнев +1.0 (1) 3. / Даниил Серохвостов +2.8 (1) 4. Савелий Коновалов 5. Никита Поршнев 6. Кирилл Бажин Протоколы | 1. / Полина Плюснина 21:13.5 (0) 2. Елизавета Каплина +2.5 (1) 3. Светлана Миронова +20.4 (0) 4. Кристина Резцова 5. Анастасия Егорова 6. Виктория Сливко Протоколы |
| Гонка преследования Ханты-Мансийск 1. 27 марта 2025 Мужчины: 12,5 км 2. 27 марта 2025 Женщины: 10 км | 1. Александр Корнев 35:36.1 (3) 2. Карим Халили +15.1 (5) 3. Кирилл Бажин +21.9 (3) 4. Александр Логинов 5. Савелий Коновалов 6. Эдуард Латыпов Протоколы | 1. Елизавета Каплина 28:43.7 (2) 2. Кристина Резцова +18.1 (2) 3. / Полина Плюснина +23.5 (2) 4. Анастасия Халили 5. Виктория Метеля 6. Анастасия Егорова Протоколы |
| Эстафета Ханты-Мансийск 1. 29 марта 2025 Мужчины: 4x7,5 км 2. 29 марта 2025 Женщины: 4x6 км          | 1. Тюменская область-1 1:29:15.3 (0+5) (Вадим Истамгулов, Александр Поварницын, Александр Логинов, Михаил Бурундуков) 2. Свердловская область +1:14.9 (3+12) (Михаил Стребко, Василий Томшин, Савелий Коновалов, Кирилл Бажин) 3. Московская область +1:41.9 (0+10) (Денис Иродов, Роман Сурнев, Кирилл Стрельцов, Алексей Зубарев) Протоколы | 1. Московская область-1 1:17:36.1 (1+12) (Анастасия Зырянова, Полина Шевнина, Анастасия Халили, Кристина Резцова) 2. Свердловская область +9.5 (3+10) (Наталия Шевченко, Светлана Миронова, Ирина Казакевич, Тамара Дербушева) 3. ХМАО-1 +2:11.5 (1+8) (Екатерина Суханова, Екатерина Мошкова, Владислава Гаврилова, Виктория Метеля) Протоколы |
| Масс-старт Ханты-Мансийск 1. 30 марта 2025 Мужчины: 15 км 2. 30 марта 2025 Женщины: 12,5 км          | 1. / Даниил Серохвостов 43:09.2 (3) 2. Ильназ Мухамедзянов +12.1 (2) 3. Эдуард Латыпов +38.1 (2) 4. Карим Халили 5. Никита Поршнев 6. / Евгений Сидоров Протоколы | 1. Анастасия Халили 41:45.0 (3) 2. Анастасия Егорова +29.4 (3) 3. Ирина Казакевич +39.2 (4) 4. Виктория Сливко 5. Елизавета Каплина 6. Наталия Шевченко Протоколы |